# Cymothoe sangaris
Cymothoe sangaris — вид денних метеликів родини сонцевиків (Nymphalidae).

## Поширення
Вид поширений у Центральній Африці. Трапляється у Гвінеї, Сьєрра-Леоне, Ліберії, Кот-д'Івуарі, Гані, Нігерії, Камеруні, Конго, Анголі, ДРК. Підвид Cymothoe sangaris luluana трапляється на півдні ДРК та у Замбії.

## Спосіб життя
Гусінь живиться листям Rinorea.